# Museo de los Colli
El Museo de los Colli es un museo arqueológico peruano ubicado en el distrito de Comas, en la ciudad de Lima, capital del Perú. Fue inaugurado el 15 de enero de 2003, por el explorador e investigador autodidacta Enrique Niquín. En él pueden encontrarse huacos originales y reproducciones, mapas y maquetas de la Fortaleza de Collique y alrededores, y libros referentes a la cultura collique.

## Historia
Enrique Niquín, explorador e investigador autodidacta en arqueología e historia originario del norte del Perú, inició su interés por dicha cultura luego de mudarse a Collique en 1965, donde narra haber encontrado diversos sitios arqueológicos, santuarios, bosques de rocas, entre otros vestigios. Si bien su exploración autodidacta empezó por Collique, posteriormente se extendió por el valle del río Chillón, Ancón y Ventanilla. Posteriormente, cuando notó que la zona de Collique comenzó a urbanizarse, derivando en la construcción de casas en zonas de sitios arqueológicos, creó a inicios de los años 80 el Centro Cultural Colli Monumental con el objetivo de defender, preservar y poner en valor el patrimonio cultural del valle del río Chillón. Desde entonces, si bien determinadas interpretaciones arqueológicas e históricas de Niquín, como investigador autodidacta, han sido observadas y debatidas por académicos e investigadores, en general estos han reconocido también su dedicación y esfuerzo por la preservación y difusión cultural de la historia prehispánica de Lima Norte.
Más adelante, en el 2003, Enrique Niquín estableció el Museo de los Colli en su casa con la misión de preservar y difundir la memoria histórica de la cultura collique, un pueblo guerrero que dominó el valle del río Chillón. A mediados del año 2019, el museo acaparó significativa atención nacional al ser el único dedicado específicamente a la cultura Collique, la cual se desarrolló en la actual Lima Norte, y por los notables esfuerzos de su fundador por difundir la historia, cultura y arte de dicha civilización en la población local. El museo ha sido destacado a través de varios reportajes, reconociendo siempre la labor significativa de difusión sobre la cultura collique y la modestia de la institución. En los últimos años, diversos medios han elaborado más reportajes sobre el museo y entrevistas a su fundador para generar mayor atención de la ciudadanía y de las instituciones públicas y privadas, para generar una mayor afluencia de público e inversiones que permitan el desarrollo del museo y la promoción del patrimonio.

## Colecciones

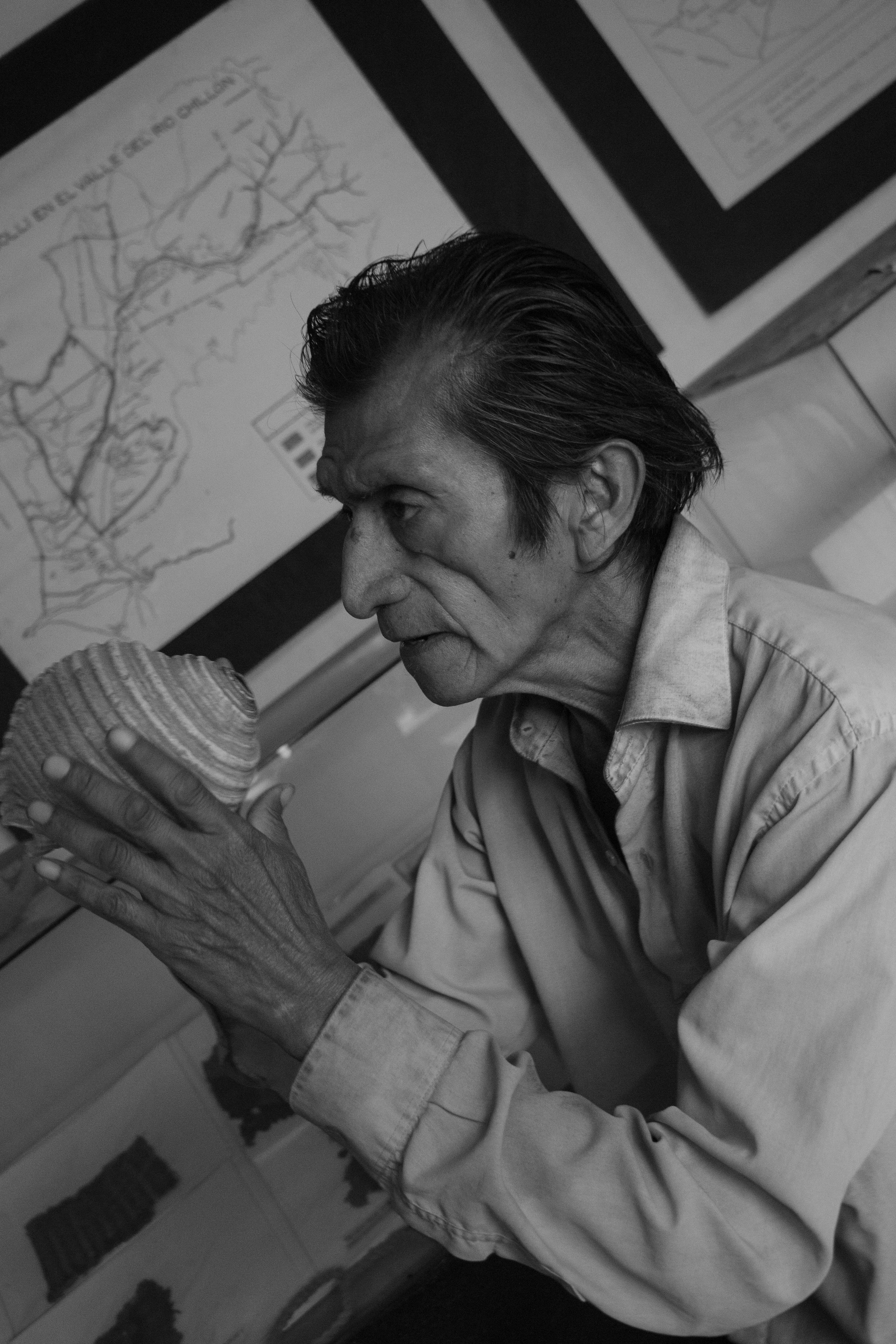
Fundador del museo con un pututu y mapas al fondo.
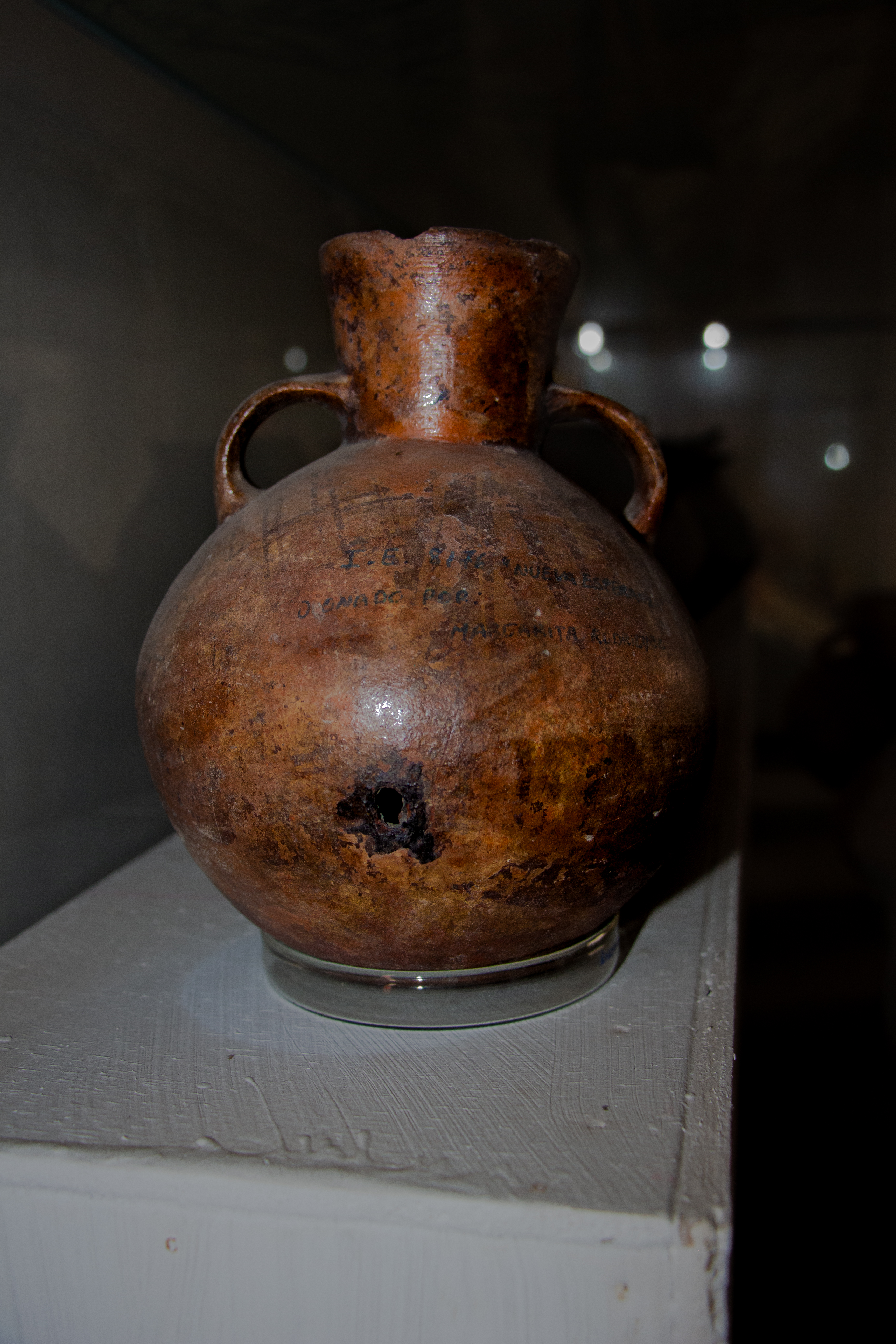
Pieza original exhibida en el museo.
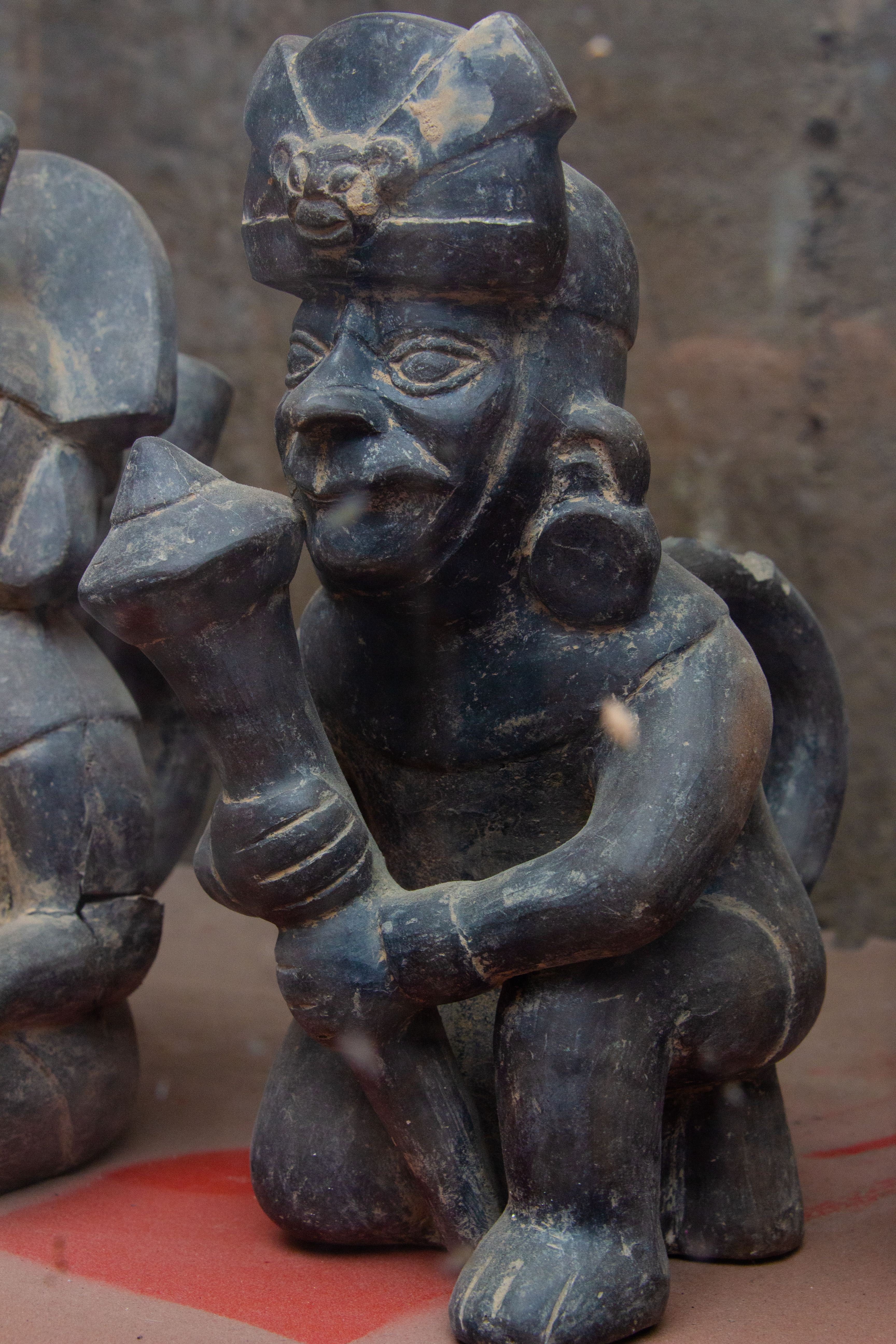
Pieza original exhibida en el museo.
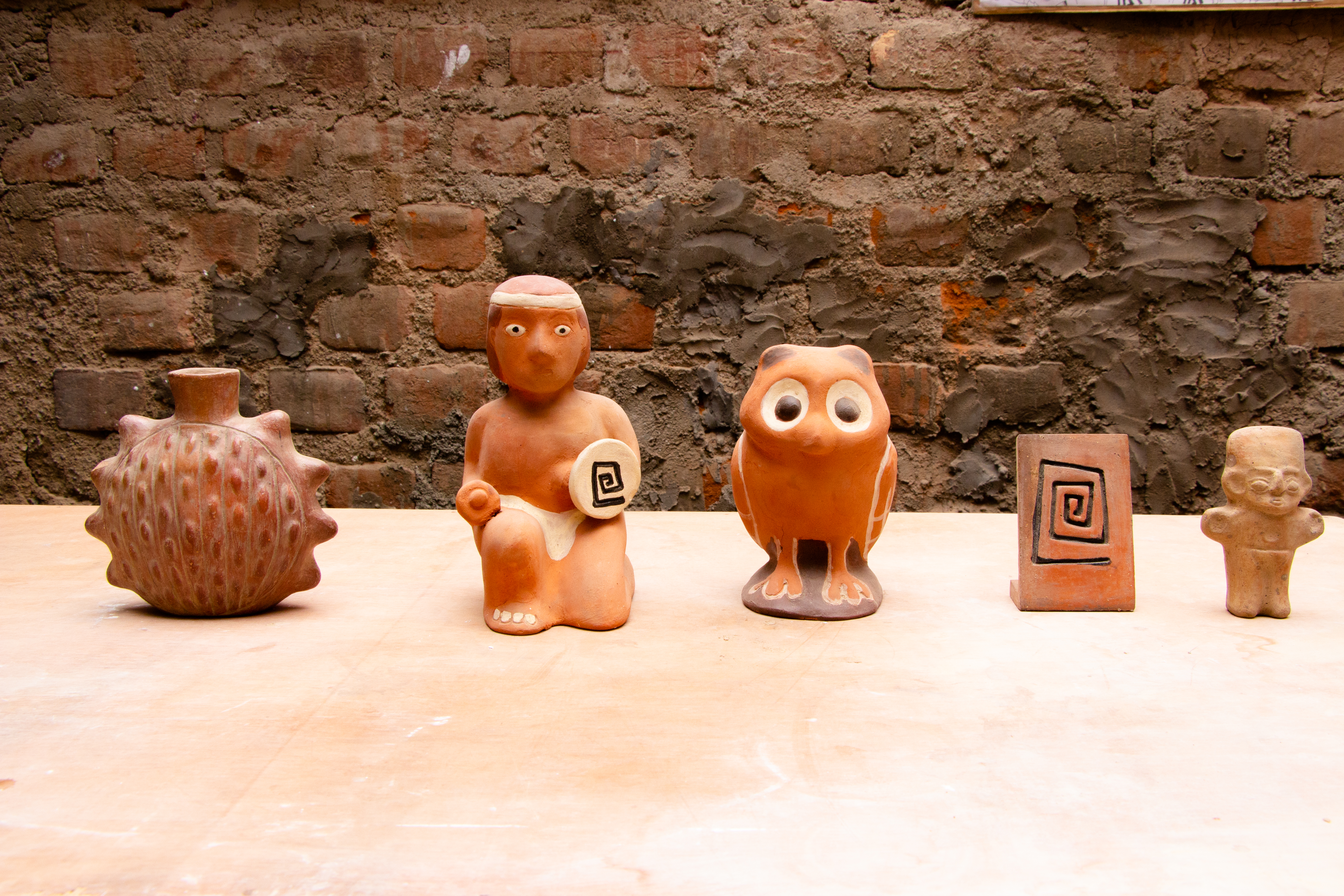
Réplicas en el museo.
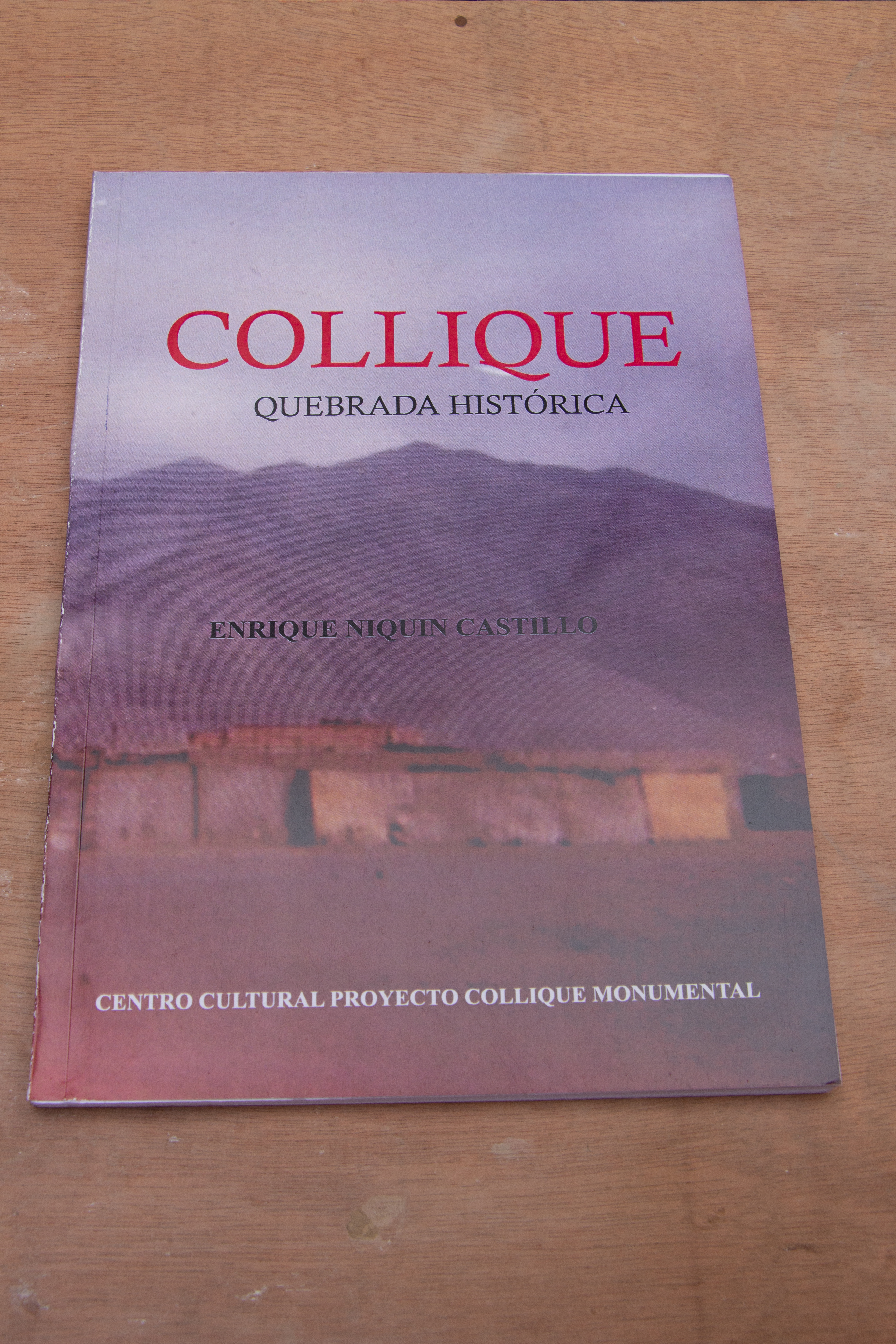
Publicación del fundador del museo.